# .co
.co este un domeniu de internet de nivel superior, pentru Columbia (ccTLD).